# Кескранна
Ке́скранна (ест. Keskranna küla) — село в Естонії, у волості Ляене-Сааре повіту Сааремаа.

## Населення
Чисельність населення на 31 грудня 2011 року становила 29 осіб.

## Географія
Кескранна розташована на березі Ризької затоки.
Поблизу села проходить автошлях 77 (Курессааре — Сяере).

## Історія
Історично Кескранна належала до приходу Ансекюла (Anseküla kihelkond).
До 12 грудня 2014 року село входило до складу волості Каарма.

## Пам'ятки природи
На південний схід від села вздовж берегової лінії простягається територія ландшафтного заповідника «Дюни Ярве» (Järve luidete MKA), площа — 95,5 га (58°11′47″ пн. ш. 22°17′9″ сх. д. / 58.19639° пн. ш. 22.28583° сх. д.).
На північ від села розташовується заказник Муллуту-Лооде (Mullutu-Loode hoiuala), площа — 5220,6 га (58°15′19″ пн. ш. 22°21′1″ сх. д. / 58.25528° пн. ш. 22.35028° сх. д.).